# Patrick Müller (Fussballspieler)
Patrick Müller (* 17. Dezember 1976 in Genf, Schweiz) ist ein ehemaliger Schweizer Fussballspieler.

## Karriere
Patrick Müller spielte auf der Position des Innenverteidigers. Zusammen mit Johann Vogel spielte er in der Jugendmannschaft des FC Meyrin. Seine ersten beiden Spielzeiten als Profi war Müller bei Servette Genf unter Vertrag. Nach einem weiteren Jahr in der Schweiz bei den Grasshoppers in Zürich, folgte schliesslich der Wechsel ins Ausland, in die Ligue 1, die höchste französische Spielklasse. Beim Spitzenklub Olympique Lyon war Müller auf dem Höhepunkt seiner Karriere. Als Mannschaftskapitän gewann er mit seinem Club zweimal die französische Meisterschaft und wurde einmal Vizemeister. Danach wechselte er in die spanische Primera División zu RCD Mallorca, wo er jedoch kaum eingesetzt wurde. Vom 1. Januar 2005 bis Mitte Januar 2006 stand Müller beim FC Basel unter Vertrag, ehe er zurück zu Olympique Lyon wechselte und dort erneut die französische Meisterschaft gewinnen konnte.
Patrick Müller war Schweizer Nationalspieler. Seit seinem Debüt am 22. April 1998 gegen Nordirland absolvierte er 81 Länderspiele und erzielte dabei drei Tore.
Anfang Dezember 2007, beim Spiel von Olympique Lyon gegen Besançon, erlitt Müller einen Kreuzbandriss im rechten Knie. Nach fünf Monaten Verletzungspause feierte er Anfang Mai 2008 sein Comeback in der Reservemannschaft von Lyon. Trotz dieser langen Pause wurde er in die Auswahl der Schweiz für die Europameisterschaft 2008 nominiert.
Im Sommer 2008 wechselte Müller ablösefrei von Lyon zur AS Monaco, wo er jedoch nach wenigen Einsätzen nicht mehr für die erste Mannschaft berücksichtigt wurde. Seine letzte Partie bestritt er im Frühling 2009. Nach seinem Vertragsende in der Saison 2009/10 trat er vom Profifussball zurück.

## Erfolge
- 1 × Schweizer Meister mit dem FC Basel
- 6 × Französischer Meister mit Olympique Lyon
- Teilnahme an der Europameisterschaft 2004 in Portugal
- Teilnahme an der Weltmeisterschaft 2006 in Deutschland
- Teilnahme an der Europameisterschaft 2008 in der Österreich & Schweiz